# Borek Wielkopolski (gmina)
Pour les articles homonymes, voir Borek Wielkopolski.
Borek Wielkopolski est une gmina mixte du powiat de Gostyń, Grande-Pologne, dans le centre-ouest de la Pologne. Son siège est la ville de Borek Wielkopolski, qui se situe environ 17 km à l'est de Gostyń et 59 km au sud-est de la capitale régionale Poznań.
La gmina couvre une superficie de 127,58 km2 pour une population de 7 724 habitants en 2006.

## Géographie

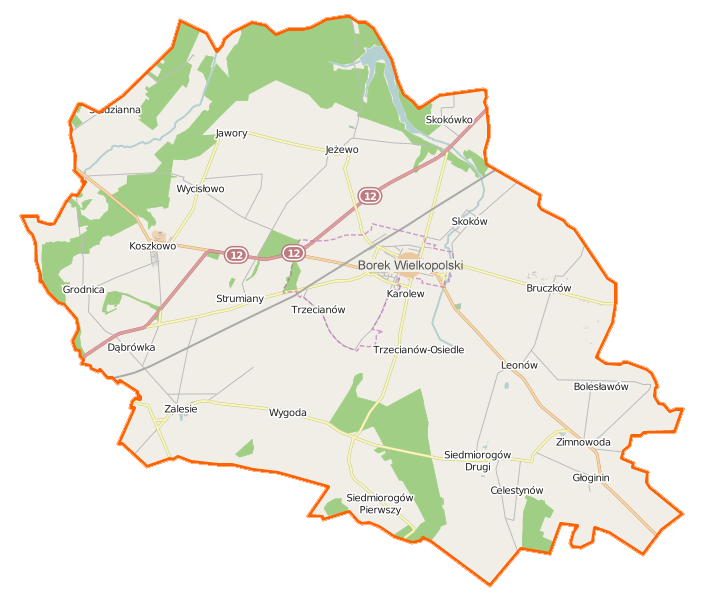
Plan de la gmina.

Outre la ville de Borek Wielkopolski, la gmina inclut les villages de:
- Bolesławów
- Bruczków
- Celestynów
- Dąbrówka
- Głoginin
- Grodnica
- Jawory
- Jeżewo
- Karolew
- Koszkowo
- Leonów
- Maksymilianów
- Osówiec
- Siedmiorogów Drugi
- Siedmiorogów Pierwszy
- Skoków
- Skokówko
- Strumiany
- Studzianna
- Trzecianów
- Wycisłowo
- Wygoda
- Zalesie
- Zimnowoda

### Gminy voisines
La gmina de Borek Wielkopolski est bordée des gminy de :
- Dolsk
- Jaraczewo
- Koźmin Wielkopolski
- Piaski
- Pogorzela

## Structure du terrain
D'après les données de 2002 la superficie de la commune de Borek Wielkopolski est de 127,58 km2, répartis comme tel :
- terres agricoles : 77 %
- forêts : 15 %

La commune représente 15,74 % de la superficie du powiat.

## Démographie
Données du 30 juin 2004 :
| Description        | Total  | Total | Femmes | Femmes | Hommes | Hommes |
| ------------------ | ------ | ----- | ------ | ------ | ------ | ------ |
| Unité              | Nombre | %     | Nombre | %      | Nombre | %      |
| population         | 7 730  | 100   | 8 885  | 50,3   | 3 845  | 49,7   |
| Densité (hab./km²) | 60,6   | 60,6  | 30,5   | 30,5   | 30,1   | 30,1   |